# Yosemite Sam
Yosemite Sam este un personaj fictiv de desene animate din: Warner Brothers, Looney Tunes și Merrie Melodies. Un răufăcător hain, ce și-a făcut debutul în "Hare Trigger". În diversele sale desene, Yosemite Sam a fost ba cowboy, ba pirat, încercând întotdeauna să pună mâna pe Bugs Bunny.

## Personajul
Din Epoca de Aur a desenelor animate pentru el (1945-1964):
| Personalitate                                                                         | Alt nume                                     | Desenul animat (anul difuzării)                                                   |
| ------------------------------------------------------------------------------------- | -------------------------------------------- | --------------------------------------------------------------------------------- |
| Jefuitor de trenuri                                                                   | –                                            | Hare Trigger (1945)                                                               |
| Soldat confederat/ sudist                                                             | colonelul Sam                                | Southern Fried Rabbit (1953)                                                      |
| Supraveghetor al închisorii                                                           | Sam Schultz                                  | Big House Bunny (1950)                                                            |
| Pirat                                                                                 | - Sea-Goin' Sam - Sam Piratul - Shanghai Sam | - Buccaneer Bunny (1948) - Mutiny on the Bunny (1950) - Captain Hareblower (1954) |
| Scandalagiu/ tuareg sau arab                                                          | Riff Raff Sam                                | Sahara Hare (1955)                                                                |
| Membru al gărzii pretoriene                                                           | centurionul Sam                              | Roman Legion-Hare (1955)                                                          |
| Viking                                                                                | Sam Teribilul                                | Prince Violent (sau Prince Varmint) [1961]                                        |
| Șef de trib amerindian                                                                | Sam Renegatul                                | Horse Hare (1960)                                                                 |
| Ostaș hessian (al armatei britanice) participant la Războiul american de independență | Sam von Schamm (ori Schmamm), hessianul      | Bunker Hill Bunny (1950)                                                          |
| Pilot de aviație german al Primului război mondial                                    | baronul Sam von Schpamm                      | Dumb Patrol (1964)                                                                |
| Duce                                                                                  | Sam, duce de Yosemite                        | From Hare to Heir (1960)                                                          |
| Alpinist faimos                                                                       | –                                            | Piker's Peak (1957)                                                               |
| Cowboy                                                                                | –                                            | - Bugs Bunny Rides Again (1948) - Wild and Woolly Hare (1959)                     |
| Extraterestru                                                                         | Yosemite Sam din cosmos                      | Lighter Than Hare (1960)                                                          |
| Marinar naufragiat                                                                    | –                                            | Rabbitson Crusoe (1956)                                                           |
| Bucătar regesc                                                                        | –                                            | Shishkabugs (1962)                                                                |
| Cavaler                                                                               | Cavalerul Negru                              | Knighty Knight Bugs (1958)                                                        |
| Actor de televiziune                                                                  | –                                            | - This Is a Life ? (1955) - A Star Is Bored (1956)                                |
| Candidat pentru primărie                                                              | –                                            | Ballot Box Bunny (1951)                                                           |
| Vânător                                                                               | –                                            | Rabbit Every Monday (1951)                                                        |
| Hoț de loturi de teren                                                                | Chilkoot Sam                                 | 14-Carrot Rabbit (1952)                                                           |
| Cascador entuziast și netemător                                                       | –                                            | High Diving Hare (1949)                                                           |
| Frați gemeni                                                                          | –                                            | Along Came Daffy (1947)                                                           |
| Proprietarul unei gospodării                                                          | –                                            | The Fair-Haired Hare (1951)                                                       |
| Jefuitor de bănci                                                                     | –                                            | - Hare Lift (1952) - Devil's Feud Cake (1963)                                     |
| Bărbat însurat, dar lacom după averea văduvei                                         | –                                            | - Hare Trimmed (1953) - Honey's Money (1962)                                      |
| Sultan                                                                                | –                                            | Hare-Abian Nights (1959)                                                          |
| Rubedenie mexicană                                                                    | Pancho Vanilla                               | Pancho's Hideaway (1964)                                                          |

## Legături externe
- Yosemite Sam la Internet Movie Database